# Nederlandse kampioenschappen schaatsen afstanden 2014 - 500 meter vrouwen
De 500 meter vrouwen op de Nederlandse kampioenschappen schaatsen afstanden 2014 werd op zaterdag 26 oktober 2013 in ijsstadion Thialf te Heerenveen over twee ritten verreden, waarbij de tweeëntwintig deelneemsters ieder één keer in de binnenbaan en één keer in de buitenbaan startten.
Titelverdedigster was Thijsje Oenema die de titel pakte tijdens de NK afstanden 2013. Er waren vijf startplaatsen te verdienen voor de wereldbeker schaatsen 2013/2014, waarbij de schaatssters met de vijf snelste tijden zich plaatsten voor de eerste vier wereldbekerwedstrijden. Margot Boer won beide omlopen, waarvan de tweede in een kampioenschapsrecord en bleef Laurine van Riessen voor. Thijsje Oenema won nog wel het brons, maar leek eigenlijk iets tegen te vallen, totdat ze een dag haar prestatie in een ander licht zette door te vertellen dat ze kampte met de gevolgen van een melanoom.

## Statistieken

### Uitslag
| #      | Schaatsster          | Ploeg                   | 1e         | 2e         | Punten |
| ------ | -------------------- | ----------------------- | ---------- | ---------- | ------ |
| Goud   | Margot Boer          | Team Liga               | 38,54 (1)  | 38,30 (1)  | 76.840 |
| Zilver | Laurine van Riessen  | Team Activia            | 38,61 (3)  | 38,64 (3)  | 77.250 |
| Brons  | Thijsje Oenema       | Team Liga               | 38,57 (2)  | 38,91 (5)  | 77.480 |
| 4      | Marrit Leenstra      | Team Corendon           | 38,89 (4)  | 38,83 (4)  | 77.720 |
| 5      | Anice Das            | individueel rijder      | 39,19 (8)  | 38,61 (2)  | 77.800 |
| 6      | Annette Gerritsen    | Team Activia            | 39,01 (5)  | 38,99 (7)  | 78.000 |
| 7      | Mayon Kuipers        | Team Liga               | 39,12 (7)  | 38,95 (6)  | 78.070 |
| 8      | Janine Smit          | Team Liga               | 39,24 (9)  | 39,10 (9)  | 78.340 |
| 9      | Floor van den Brandt | iSkate Development Team | 39,01 (5)  | 39,36 (12) | 78.370 |
| 10     | Bo van der Werff     | iSkate Development Team | 39,43 (12) | 39,00 (8)  | 78.430 |
| 11     | Lotte van Beek       | Team Corendon           | 39,36 (10) | 39,13 (10) | 78.490 |
| 12     | Rosa Pater           | iSkate Development Team | 39,39 (11) | 39,37 (13) | 78.760 |
| 13     | Natasja Bruintjes    | individueel rijder      | 39,48 (13) | 39,41 (14) | 78.890 |
| 14     | Manon Kamminga       | individueel rijder      | 39,69 (14) | 39,30 (11) | 78.990 |
| 15     | Letitia de Jong      | iSkate Development Team | 39,87 (15) | 39,56 (15) | 79.430 |
| 16     | Moniek Klijnstra     | Gewest Friesland        | 39,97 (16) | 39,72 (16) | 79.690 |
| 17     | Sanneke de Neeling   | Jong Oranje             | 40,01 (17) | 40,04 (17) | 80.050 |
| 18     | Roxanne van Hemert   | Team Activia            | 40,29 (18) | 40,20 (18) | 80.490 |
| 19     | Leslie Koen          | Gewest Friesland        | 40,38 (19) | 40,42 (19) | 80.800 |
| 20     | Bente van den Berge  | Jong Oranje             | 40,69 (20) | 40,50 (20) | 81.190 |
| 21     | Tessa Boogaard       | Gewest Zuid-Holland     | 41,32 (21) | 40,88 (21) | 82.200 |
| 22     | Cerise Tersteeg      | Gewest Zuid-Holland     | 41,39 (22) | 41,19 (22) | 82.580 |

### Loting 1e 500 m
| Rit | Binnenbaan          | Buitenbaan           |
| --- | ------------------- | -------------------- |
| 1   | Bente van den Berge | Tessa Boogaard       |
| 2   | Cerise Tersteeg     | Sanneke de Neeling   |
| 3   | Leslie Koen         | Roxanne van Hemert   |
| 4   | Moniek Klijnstra    | Bo van der Werff     |
| 5   | Rosa Pater          | Letitia de Jong      |
| 6   | Natasja Bruintjes   | Floor van den Brandt |
| 7   | Manon Kamminga      | Janine Smit          |
| 8   | Mayon Kuipers       | Thijsje Oenema       |
| 9   | Anice Das           | Margot Boer          |
| 10  | Lotte van Beek      | Marrit Leenstra      |
| 11  | Laurine van Riessen | Annette Gerritsen    |

### Ritindeling 2e 500 m
| Rit | Binnenbaan           | Buitenbaan          |
| --- | -------------------- | ------------------- |
| 1   | Tessa Boogaard       | Cerise Tersteeg     |
| 2   | Roxanne van Hemert   | Bente van den Berge |
| 3   | Sanneke de Neeling   | Leslie Koen         |
| 4   | Letitia de Jong      | Moniek Klijnstra    |
| 5   | Bo van der Werff     | Manon Kamminga      |
| 6   | Janine Smit          | Natasja Bruintjes   |
| 7   | Floor van den Brandt | Rosa Pater          |
| 8   | Annette Gerritsen    | Lotte van Beek      |
| 9   | Marrit Leenstra      | Anice Das           |
| 10  | Thijsje Oenema       | Mayon Kuipers       |
| 11  | Margot Boer          | Laurine van Riessen |

1987 · 
1988 · 
1989 · 
1990 · 
1991 · 
1992 · 
1993 · 
1994 · 
1995 · 
1996 · 
1997 · 
1998 · 
1999 · 
2000 · 
2001 · 
2002 · 
2003 · 
2004 · 
2005 · 
2006 · 
2007 · 
2008 · 
2009 · 
2010 · 
2011 · 
2012 · 
2013 · 
2014 · 
2015 · 
2016 · 
2017 · 
2018 · 
2019 · 
2020 · 
2021 · 
2022 · 
2023 · 
2024 · 
2025